# Geografia społeczna
Geografia społeczna - dziedzina badań opisująca społeczeństwa w relacji do przestrzeni (terytorium, miejsce, krajobraz). Charakter problematyki badań tej dyscypliny jest w dużym stopniu zależny od uwarunkowań instytucjonalnych, filozoficznych i społecznych, stąd przybiera różne formy zależnie od kultury, z której wywodzi się i gdzie funkcjonuje badacz. W polskiej geografii przyjmuje się, że jest to dział geografii człowieka (społeczno-ekonomicznej) badający zróżnicowanie przestrzenne procesów i struktur społecznych oraz wzajemne oddziaływanie ich i środowiska geograficznego. Skupia się na procesie społecznego tworzenia różnych form środowiska życia ludzi oraz relacjach łączących człowieka (społeczeństwo) z otoczeniem. W swoim zakresie obejmuje problematykę przyczyn osadnictwa na danym terenie, rozwoju typów osadniczych, zjawisk takich jak migracje. Geografia społeczna bada wpływ warunków osadniczych na powstawanie negatywnych zjawisk społecznych (takich jak: bezrobocie, bieda, przestępczość).

## Teorie przyczyn osadnictwa
1. Determinizm - przyczyną warunkującą osiedlenie się na danym terenie grupy ludzi i utworzenia pewnych struktur politycznych są warunki geograficzne taki jak dostęp do wody pitnej, sprzyjający uprawom klimat, naturalne granice takie jak pasma górskie itp.
2. Posybilizm - jedynym warunkiem powstania osiedla ludzkiego na danym terenie jest zawarcie porozumienia przez członków mikrospołeczności tak zwana umowa społeczna.

## Terminy z zakresu geografii społecznej
- geografia behawioralna
- geografia czasu
- mapa wyobrażeniowa